# Heiteren
Heiteren est une commune française située dans la circonscription administrative du Haut-Rhin et, depuis le 1er janvier 2021, dans le territoire de la Collectivité européenne d'Alsace, en région Grand Est.
Cette commune se trouve dans la région historique et culturelle d'Alsace. Le centre est situé à 6 km au sud de Neuf-Brisach, chef-lieu de canton, à 2,5 km au sud-ouest de Obersaasheim, à 4 km à l'est de Dessenheim, à 5 km au nord de Balgau.

## Géographie
La commune située principalement entre 200 et 205 m d'altitude s'étend sur un vaste terroir à cheval en partie sur la basse plaine d'Alsace aux sols fins et humides, en partie sur les basses terrasses rhénanes aux sols caillouteux et filtrants. Le territoire communal est traversé sur toute sa partie champêtre centre-orientale, du sud au nord, par deux ruisseaux, le Thierlach et le Bueblach, autrefois aux lits creusés et sinueux. De temps immémorial, c'est une terre de « rieds », de prairies et de champs, mais aussi de forêts, en particulier la Hardt sèche au sud-ouest et la Rheinwald autrefois parsemée de giessen alimentés en eau par la nappe phréatique rhénane, à l'ouest. Le cadastre de 1982 recense encore 481 ha de forêts sur les 2 245 ha de superficie communale, soit 21,5 %.
En 1822, l'ancien ban villageois compte 6 142 parcelles pour 622 propriétaires. Les terres labourables occupent 1 583 ha, dont 55 ha de prés et 30 ha de vignes. Les habitants cultivateurs élèvent ou nourrissent 160 chevaux, 505 bovins et 408 porcins. Les forêts communales occupent 590 ha sur le cadastre de 1823. Mais l'État vend une fraction de ses terres domaniales forestières en lots de cultures de 1830 à 1864, laissant une hardt résiduelle. Heiteren renforce son aspect de gros village agricole.
Pourtant, phénomène corrélatif de l'essor du réseau routier et ferroviaire, un fort exode rural marque la contrée de 1851 à 1954. La baisse séculaire de la population communale atteint 58 %. Il faut attendre les années soixante pour que l'industrialisation diversifiée de la bordure rhénane puisse arrêter le vieillissement du bourg et amorcer un timide redressement démographique. Le remembrement orchestré en 1965 modifie profondément ce village agricole de 1 445 ha de surface agricole utile (S.A.U.), laissant 571 parcelles sur les 2 060 initiales. L'irrigation par aspersion et la généralisation massive des intrants chimiques ou phytosanitaires marquent l'entrée dans une agriculture dite moderne. Les grosses entreprises, de plus de 50 ha, se développent, accroissant la production de céréales sur 85 % de la S.A.U., en particulier le maïs sur 41 % de cette surface en céréales.
Au cours de la saison 1979/80, la S.A.U. qui a diminue sensiblement à 1 346 ha, compte 1 184 ha en cultures fourragères ou en céréales. Un pré de surface moyenne dépasse désormais 2 ha. L'élevage stagne avec 581 bovins, 453 porcins et 2 ovins. Malgré les terribles difficultés des modestes agriculteurs, le plus souvent en fin de carrière, le secteur agricole occupe encore 34 % de la population active. La commune est désormais un banal village-dortoir : les migrations vers un lieu de travail concernent 59 % des actifs selon la statistique départementale, soit 38 % vers la zone de Neuf-Brisach et Biesheim, 17 % vers Ottmarsheim-Chalampé, 17 % vers l'Allemagne... Les salariés modestes, employés ou ouvriers (principalement des usines voisines), représentent 53 % de la population active. Dès 1973, un plan d'aménagement communal pour leur logement est appliqué, avec un premier lotissement résidentiel. 

### Géologie
Au sud de Neuf-Brisach, les alluvions du Rhin ont comblé une dépression quaternaire récente. Cette dépression dite de Geiswasser-Heiteren, d'une puissance de plus de 250 mètres, comporte des couches poreuses successives de galets, de graviers et de sables, elle constitue une réserve aquifère importante dont la qualité des eaux peut être préservée par une écologie forestière adaptée.

### Lieux-dits, odonymes et toponymes ruraux actuels
- Dans le village : route de Bâle (D 468 vers le sud), route de Strasbourg (idem vers le nord), rue de Dessenheim, rue de Neuf-Brisach, rue du Rhin, rue du Château d'eau, rue des Romains, rue du Manoir, rue Casteljaloux, rue Saint-Jacques, rue du Nord, rue du 7 février, rue du Moulin, rue de Thierhurst, rue des Vergers, rue de la Hardt, rue Camille Alfred Pabst, impasse des Jardins... ;
- Au voisinage du village : Schlossacker, Kleinfelde, Galgenwegzug, Krummlig, ancienne voie romaine, Steinbachzug ;
- Au sud-ouest (du village) : massif du Hardtwald, canal de la Hardt, oben am Hardweg, Sandgrubenzug, Brunnenzug, hinter der Hardt, Grottwinckel ;
- Au sud : Langzug, Stockacker, Ubersdamn, chapelle de Thierhurst, auf Thierhurst, Zugenenmatt, Siebsenthal ;
- Au sud-ouest : Krauten, Holzweg, im Sauloch, Kurzerzug, Ochsenweid, Holzweg, Langhurst ;
- À l'ouest : Faulsteg, Weiherle, Herrenpfad, Mühlmatt, Sandgrubenzug, ferme et ancienne mine de Heiteren, Wörthen, forêt du Rheinwald, Ausserer matten.

Le territoire communal englobe une fraction du canal de la Hardt, mais n'atteint pas le canal d'Alsace.
|            | Obersaasheim |            |
| Dessenheim | Heiteren     | Geiswasser |
| Rustenhart | Nambsheim    |            |

### Hydrographie

#### Réseau hydrographique
La commune est dans le bassin versant du Rhin au sein du bassin Rhin-Meuse. Elle est drainée par le canal du Rhône au Rhin, le canal d'Irrigation de la Hardt, le ruisseau du Muhlbach de la Hardt, le Thierbachgraben, le canal d'Irrigation d'Heiteren et le Grungiessen,,.
Le canal du Rhône au Rhin est un canal français qui relie la Saône, affluent navigable du Rhône, au Rhin, par la vallée du Doubs et son prolongement en Haute Alsace jusqu'à Niffer sur le Rhin, un autre prolongement rejoignant Strasbourg par la canalisation de l'Ill. La commune est sur la section qui relie Valdieu-Lutran à Saint-Symphorien-sur-Saône. 
Le canal d'irrigation de la Hardt, d'une longueur de 30 km, est un canal, chenal non navigable qui relie la commune de Hombourg à Algolsheim, où il se jette dans le canal du Rhône au Rhin. 
Le ruisseau du Muhlbach de la Hardt, d'une longueur de 38 km, prend sa source dans la commune de Ottmarsheim et se jette  dans le canal de Neuf-Brisach à Biesheim, après avoir traversé 15 communes. 

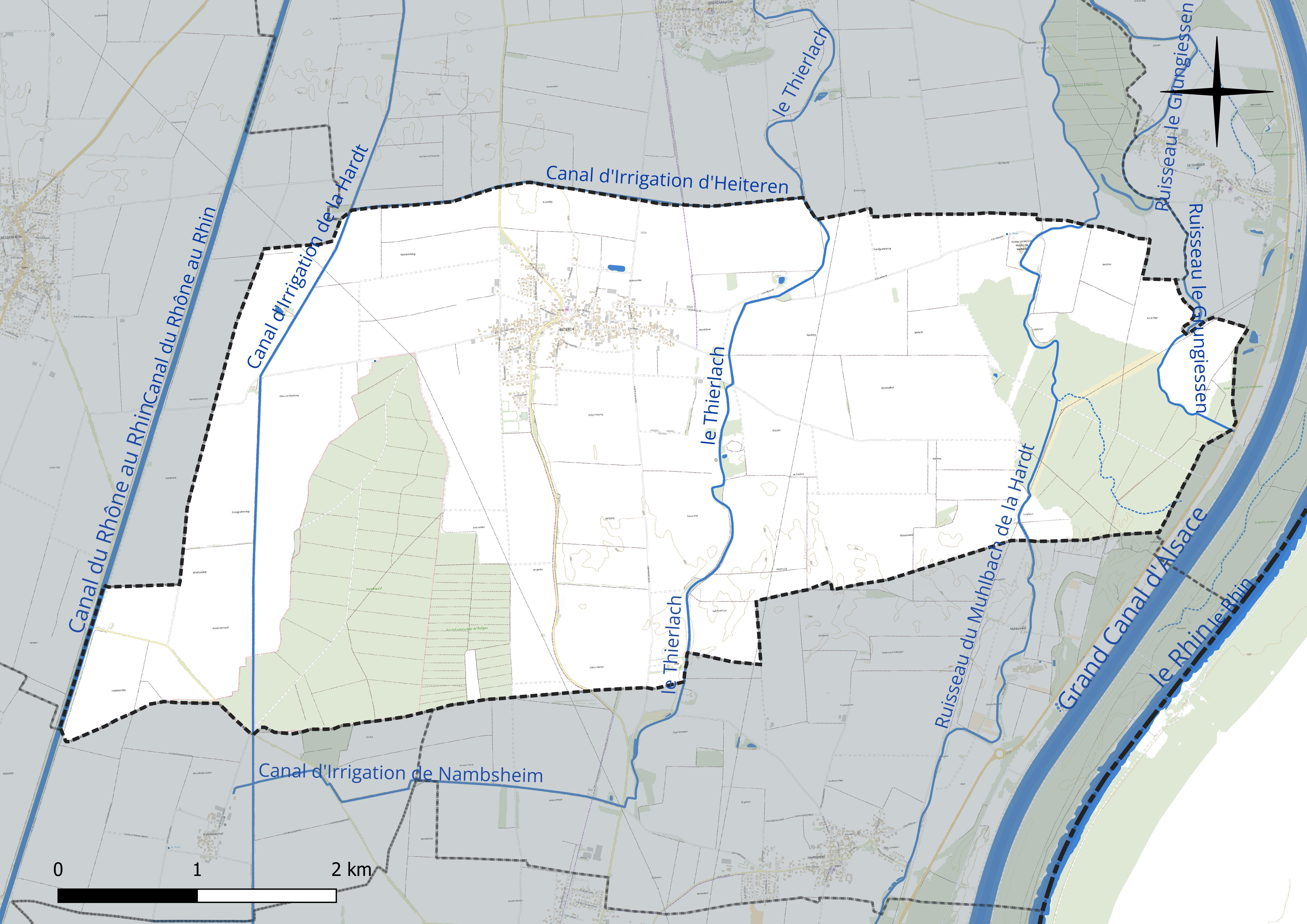
Réseau hydrographique de Heiteren.

Le Thierbachgraben, d'une longueur de 12 km, prend sa source dans la commune de Nambsheim et se jette  dans 0 à Volgelsheim, après avoir traversé cinq communes. 

#### Gestion et qualité des eaux
Le territoire communal est couvert par le schéma d'aménagement et de gestion des eaux (SAGE) « Ill Nappe Rhin ». Ce document de planification concerne la nappe phréatique rhénane, les cours d'eau de la plaine d'Alsace et du piémont oriental du Sundgau, les canaux situés entre l'Ill et le Rhin et les zones humides de la plaine d'Alsace. Le périmètre s’étend sur 3 596 km2. Il a été approuvé le 17 janvier 2005. La structure porteuse de l'élaboration et de la mise en œuvre est la région Grand Est. 
La qualité des cours d’eau peut être consultée sur un site dédié géré par les agences de l’eau et l’Agence française pour la biodiversité. 

### Climat
Pour des articles plus généraux, voir Climat du Grand Est et Climat du Haut-Rhin.
En 2010, le climat de la commune est de type climat océanique altéré, selon une étude du Centre national de la recherche scientifique s'appuyant sur une série de données couvrant la période 1971-2000. En 2020, Météo-France publie une typologie des climats de la France métropolitaine dans laquelle la commune est exposée à un climat semi-continental et est dans la région climatique  Alsace, caractérisée par une pluviométrie faible, particulièrement en automne et en hiver, un été chaud et bien ensoleillé, une humidité de l’air basse au printemps et en été, des vents faibles et des brouillards fréquents en automne (25 à 30 jours). 
Pour la période 1971-2000, la température annuelle moyenne est de 10,6 °C, avec une amplitude thermique annuelle de 17,8 °C. Le cumul annuel moyen de précipitations est de 629 mm, avec 7,7 jours de précipitations en janvier et 9,7 jours en juillet. Pour la période 1991-2020, la température moyenne annuelle observée sur la station météorologique de Météo-France la plus proche, « Colmar-Meyenheim », sur la commune de Meyenheim à 15 km à vol d'oiseau, est de 11,3 °C et le cumul annuel moyen de précipitations est de 595,0 mm. 
La température maximale relevée sur cette station est de 40,9 °C, atteinte le 13 août 2003 ; la température minimale est de −24,8 °C, atteinte le 27 février 1986,,. 
Les paramètres climatiques de la commune ont été estimés pour le milieu du siècle (2041-2070) selon différents scénarios d'émission de gaz à effet de serre à partir des nouvelles projections climatiques de référence DRIAS-2020. Ils sont consultables sur un site dédié publié par Météo-France en novembre 2022.

## Urbanisme

### Typologie
Au 1er janvier 2024, Heiteren est catégorisée bourg rural, selon la nouvelle grille communale de densité à sept niveaux définie par l'Insee en 2022.
Elle est située hors unité urbaine. Par ailleurs la commune fait partie de l'aire d'attraction de Colmar, dont elle est une commune de la couronne,. Cette aire, qui regroupe 95 communes, est catégorisée dans les aires de 50 000 à moins de 200 000 habitants,.

### Occupation des sols
L'occupation des sols de la commune, telle qu'elle ressort de la base de données européenne d’occupation biophysique des sols Corine Land Cover (CLC), est marquée par l'importance des territoires agricoles (74,6 % en 2018), une proportion sensiblement équivalente à celle de 1990 (74,9 %). La répartition détaillée en 2018 est la suivante : 
terres arables (74,6 %), forêts (21,9 %), zones urbanisées (3,5 %). L'évolution de l’occupation des sols de la commune et de ses infrastructures peut être observée sur les différentes représentations cartographiques du territoire : la carte de Cassini (XVIIIe siècle), la carte d'état-major (1820-1866) et les cartes ou photos aériennes de l'IGN pour la période actuelle (1950 à aujourd'hui).

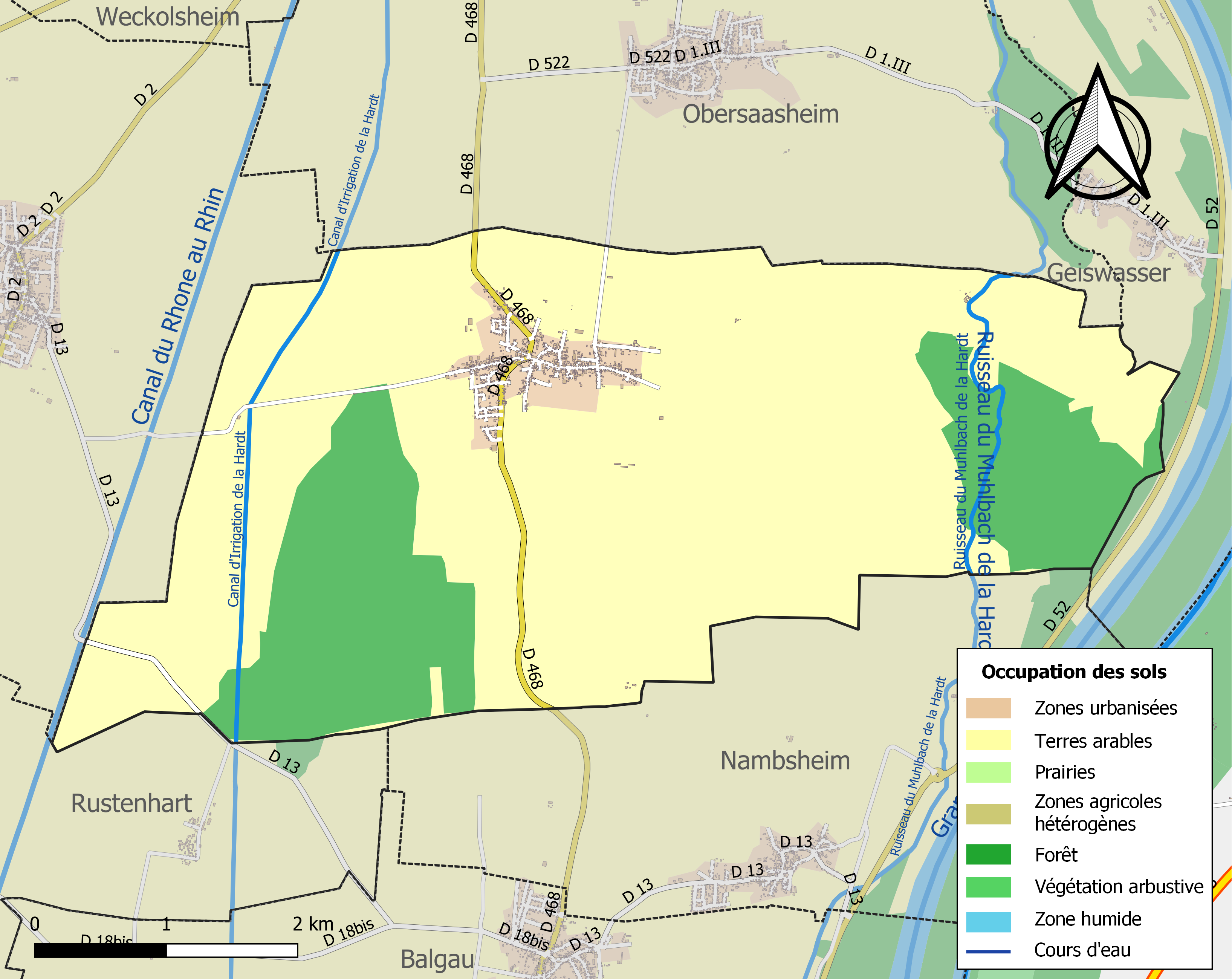
Carte des infrastructures et de l'occupation des sols de la commune en 2018 (CLC).

## Environnement
Le territoire communal de Heiteren abrite depuis 2012 une réserve naturelle régionale, la réserve naturelle de la forêt « Le Hardtwald ».

## Histoire
Les trouvailles archéologiques gallo-romaines confirment le passage de l'ancienne voie romaine d'Augst (en amont de Bâle) à Argentorate (Strasbourg).
En bordure du talus de la basse terrasse rhénane, Heiteren serait aussi plausiblement en ses marges orientales rhénanes un ancien espace humanisé de pêcheurs et de bateliers du Rhin. Pourtant le gros village agricole, bien connu du XIXe siècle, semble déjà anciennement fondé au début de l'époque carolingienne avec une propriété agricole et un finage à vocation pastorale, considéré comme marginal ou frontalier, appartenant à l'abbaye de Munster en 759. L'archiviste lit une première description de la contrée parmi les biens légués par Sighifrid à son fils Altmann en 768 : « in villa vel in fine Heiderheim marca ».
En 768, les textes confirment l'existence du village de Heiteren (sic). En 1090, le domaine, peut-être associé au village, est une simple propriété du couvent de Sainte-Croix-en-Plaine. Au XIIe siècle, les familles nobles d'Andolzheim, de Jungholz et de Baldeck, y possèdent des droits seigneuriaux. Au XIIIe siècle, l'ensemble est dirigé par les sires de Ribeaupierre.
Le bailliage de Heiteren dont la justice appartenait à la maison de Habsbourg englobait à l'origine Balgau, Hettenschlag, Rustenhart, Wackolsheim. En 1315, les Ribeaupierre, maison comtale  alliée des Habsbourg qui ont obtenu la concession des droits seigneuriaux, y possèdent un château au croisement des routes. Le blason affiché a été repris intégralement sur celui de la commune. Par contre, le gibet de Galgenweg, symbole de justice bien visible à cette croisée de chemins, a été supprimé en 1815.
Au sud de l'actuel terroir communal, sur le secteur du Thierlach ou zum Thierhurst, il existait un autre village disparu, indépendant du premier Heiteren, nommé Thiernheim, cité dans les archives de 1240. En 1241, il est recensé parmi les biens des chevaliers teutoniques. Mais en 1291, il apparaît comme un fief habsbourgeois, concédé à Jean Schultheiss de Colmar. Ce village est détruit en 1366 par une bande de mercenaires sans solde, nommée autrefois les « Anglais ». À peine reconstruit, il est inondé par de monstrueuses crues dans le ried rhénan successivement en 1391 et 1394. Thierheim, qui n'a peut-être été abandonné plus tard qu'en partie, n'existe apparemment plus à la fin du XVe siècle.
Les archives attestent village et domaine castral de Heiterheim, y compris le tribunal du bailliage, sont gagés de 1305 jusqu'en 1507 à la maison noble dite du « chevalier de Wittenheim » née au XIe siècle. Le village et le château sont brûlés par l'armée bourgeoise de la ville de Colmar, féroce ennemie du seigneur de Witenheim. En 1507, le domaine castral est gagé sans le village aux Stürzel de Buchheim. L'extinction de la lignée mâle du chevalier de Wittenheim est définitive en 1511. 
En 1302, la paroisse de Heiterheim, appartenant au chapitre rural citra rhenum de l'évêché de Bâle, est sous l'autorité d'un recteur d'église. Le sieur Egelolphe III de Ribeaupierre tente d'introduire la religion réformée après 1547, mais recule, sous la pression de la maison Habsbourg d'Autriche, qui, souveraine, impose définitivement un curé catholique en 1556.
Le bailliage de Heiteren, autrefois terre des Habsbourg au XVe siècle, se dévoile entre Ensisheim et Brisach en Brisgau comme une petite enclave de la principauté des Ribeaupierre sur la carte montrant le morcellement des seigneuries alsaciennes après le traité de Westphalie signé en 1648. C'est l'effet d'une faveur continue des rois de France, Louis XIII et Louis XIV, envers le comte de Ribeaupierre, descendant d'une lignée de grands administrateurs des pays rhénans d'Autriche Antérieure.
Enfin, au XVIIIe siècle, la seigneurie échoit à la maison des Larcher, puis la maison dite « de Salomon », qui possèdent chacune un représentant magistrat à la cour souveraine de Colmar.
Détruit pendant la guerre de Trente Ans, le château est reconstruit en 1710. Il figure comme bien national à la Révolution. Habité semble-t-il en partie au début du XIXe siècle, il est endommagé par un incendie en 1840, puis démantibulé pour laisser place au cimetière de la proche église Saint-Jacques, qui connaît alors une importante rénovation néoclassique, intérieure et extérieure. En effet, un chœur semi-circulaire en retrait et une nef à deux étages de baies sont construites de 1839 à 1843 grâce à l'action du maire Louis Blanchard. Un buffet d'orgue est installé par Antoine Herbute en 1844. Il faut attendre 1866 pour l'érection d'un clocher de façade et 1925 pour que l'instrument soit repris par le facteur Joseph Rinckenbach.
Au début de la Seconde Guerre mondiale, en septembre 1939, la population communale de Heiteren, comme l'ensemble des populations frontalières avec le Reich, est évacuée. Celle-ci revient au cours de l'année 1940. Au cours de la reprise française de l'Alsace, le village est transformé le 7 février 1945 par l'installation du quartier général du Général Leclerc. Il subit aussi les incessants et destructeurs bombardements de l'artillerie allemande installée au pays de Bade voisin jusqu'en avril 1945.

### Héraldique
| Blason d'Heiteren | Les armes de Heiteren se blasonnent ainsi : « De gueules au château à deux tours d'or, crénelé, maçonné de sable, girouetté d'argent, ouvert et ajouré du champ. » |

## Politique et administration
| Période                                  | Période                   | Identité                                         | Étiquette | Qualité                                                  |
| ---------------------------------------- | ------------------------- | ------------------------------------------------ | --------- | -------------------------------------------------------- |
|                                          | 1991                      | Roger Ambiehl                                    |           |                                                          |
| 1991                                     | 1998                      | Henri Halter                                     |           |                                                          |
| mars 2001                                | En cours (au 31 mai 2020) | Dominique Schmitt Réélu pour le mandat 2020-2026 | UMP-LR    | Agent EDF, suppléant du député Gilbert Meyer (2002-2007) |
| Les données manquantes sont à compléter. |                           |                                                  |           |                                                          |

## Démographie
L'évolution du nombre d'habitants est connue à travers les recensements de la population effectués dans la commune depuis 1793. Pour les communes de moins de 10 000 habitants, une enquête de recensement portant sur toute la population est réalisée tous les cinq ans, les populations de référence des années intermédiaires étant quant à elles estimées par interpolation ou extrapolation. Pour la commune, le premier recensement exhaustif entrant dans le cadre du nouveau dispositif a été réalisé en 2008.

En 2022, la commune comptait 1 068 habitants, en évolution de +2,5 % par rapport à 2016 (Haut-Rhin : +0,66 %, France hors Mayotte : +2,11 %).
| 1793 | 1800 | 1806 | 1821  | 1831  | 1836  | 1841  | 1846  | 1851  |
| ---- | ---- | ---- | ----- | ----- | ----- | ----- | ----- | ----- |
| 780  | 775  | 919  | 1 044 | 1 103 | 1 131 | 1 151 | 1 107 | 1 042 |

| 1856  | 1861 | 1866 | 1871 | 1875 | 1880 | 1885 | 1890 | 1895 |
| ----- | ---- | ---- | ---- | ---- | ---- | ---- | ---- | ---- |
| 1 006 | 962  | 920  | 917  | 910  | 868  | 811  | 764  | 729  |

| 1900 | 1905 | 1910 | 1921 | 1926 | 1931 | 1936 | 1946 | 1954 |
| ---- | ---- | ---- | ---- | ---- | ---- | ---- | ---- | ---- |
| 729  | 770  | 746  | 623  | 665  | 647  | 589  | 538  | 502  |

| 1962 | 1968 | 1975 | 1982 | 1990 | 1999 | 2006 | 2008 | 2013  |
| ---- | ---- | ---- | ---- | ---- | ---- | ---- | ---- | ----- |
| 553  | 529  | 578  | 574  | 541  | 785  | 871  | 896  | 1 026 |

| 2018  | 2022  | - | - | - | - | - | - | - |
| ----- | ----- | - | - | - | - | - | - | - |
| 1 038 | 1 068 | - | - | - | - | - | - | - |

## Personnalités liées à la commune
- Camille Alfred Pabst, né à Heiteren le 18 juin 1828 et décédé à Paris le 14 octobre 1898. D'abord étudiant à Colmar puis Strasbourg, puis peintre amateur à sujets folkloriques et avocat à Colmar. Cet artiste peintre expose déjà au salon de Paris en 1865. Passé professionnel, cet assidu de scènes alsaciennes réside dorénavant à Paris et ses environs dès 1876 même s'il ne cesse de revenir fréquemment trouver l'inspiration dans sa province natale. Ses œuvres reflètent l'amour et la saveur du terroir alsacien. Son tableau La veille du mariage est visible au musée Unterlinden à Colmar. Il est aussi connu pour La préparation des nouilles, encore dénommée Les nouilles (musée des beaux-arts de Strasbourg).